# Trucizna (album)
Trucizna – piąty album polskiego zespołu punkrockowego The Analogs, wydany w 2002 roku. Zawiera 14 utworów oraz bonus w stylu ulicznego punk rocka.

## Spis utworów
1. Trucizna
2. Grzeczny chłopiec
3. Hipisi w martensach
4. Nie namawiaj nas (Cock Sparrer)
5. Byłem taki sam
6. Chciałbym wąchać klej (Ramones)
7. Nie zatrzymasz się
8. Wspaniały świat (The 4-Skins)
9. Gdzie się najebać?
10. Nowe sztandary
11. Oszukani
12. Na ulicach miast
13. Sznur
14. Dziewczyna z Mercedesem
15. Secret Track

## Twórcy
- Dariusz "Smalec" Tkaczyk - śpiew
- Błażej "Komisarz" Halski - gitara
- Jacek "Kef" Tomczak - gitara
- Paweł "Piguła" Czekała - gitara basowa
- Ziemowit "Ziemek" Pawluk - perkusja

### Gościnnie
- Iga Pintal - głos (1)